# Ophiopogon reptans
Ophiopogon reptans är en sparrisväxtart som beskrevs av Joseph Dalton Hooker. Ophiopogon reptans ingår i släktet Ophiopogon och familjen sparrisväxter. Inga underarter finns listade i Catalogue of Life.